# Соломон, Патрик
Патрик Винсент Джозеф Соломон (англ. Patrick Vincent Joseph Solomon; 12 апреля 1910, Порт-оф-Спейн, колония Тринидад и Тобаго — 26 августа 1997, Валсейн, Тринидад и Тобаго) — тринидадский государственный деятель, заместитель премьер-министра Тринидада и Тобаго (1962—1966).

## Биография
Учился в одной школе с будущим многолетним премьер-министром страны Эриком Уильямсом. Окончил колледж Св. Марии, стал обладателем стипендии для продолжения медицинского образования, которое получил в Королевских университетах Белфаста и Эдинбурга (1934).
В 1934-39 гг. имел медицинскую практику в Шотландии, Ирландии и Уэльсе, в 1939-43 гг. — в медицинской службе Подветренных островов. В 1943 г. вернулся на Тринидад.
Являлся основателем Карибской Социалистической партии. В 1946-50 гг. являлся депутатом Законодательного собрания. В 1956 г. вступил в партию Народное Национальное Движение (ННД), вскоре стал заместителем её председателя (1956-66). Был одним из архитекторов движения за независимость.
- 1956—1960 гг. — министр образования,
- 1959—1964 гг. — министр внутренних дел,
- 1962—1966 гг. — заместитель премьер-министра,
- 1964—1966 гг. — министр иностранных дел Тринидада и Тобаго.

С 1966 г. — на дипломатической работе:
- 1966—1971 гг. — постоянный представитель Тринидада и Тобаго при ООН,
- 1971—1976 гг. — посол в Великобритании.

В 1980-х гг. являлся обозревателем газеты Sunday Express.